# Janus Metz Pedersen
Janus Metz Pedersen (n. 1974) es un director de cine danés.

## Biografía
Metz trabajó como documentalista y se trassladó a Sudáfrica. Allí trabajó en el drama televisivo Soul City antes de realizar su debut en el corto documental Township Boys en 2006. Sus siguientes trabajaos documentales fueron Love on Delivery y Ticket to Paradise. Estas dos últimas forman parte de una serie de dos partes que representan a mujeres en una situación de novias por correo desde Vietnam y Tailandia a Dinamarca. En 2010, Pedersen dirigió Armadillo.
En 2015, Pedersen dirigiría el tercer episodio, "Maybe Tomorrow", de la segunda temporada de True Detective, protagonizado por Colin Farrell, Rachel McAdams y Vince Vaughn.
Metz dirigió en la película 2017 Borg/McEnroe. Después de esta experiencia, volvería la mundo de los documentales al dirigir Heartbound: A Different Kind of Love Story (2018) sobre el suceso donde 900 mujeres tailandesas que se casaron en una pequeña región de Dinamarca.